# Palatine Bridge
Palatine Bridge és una població dels Estats Units a l'estat de Nova York. Segons el cens del 2000 tenia 706 habitants.

## Demografia
Segons el cens del 2000, Palatine Bridge tenia 706 habitants, 276 habitatges, i 179 famílies. La densitat de població era de 306,3 habitants per km².
Dels 276 habitatges en un 25,7% hi vivien nens de menys de 18 anys, en un 52,5% hi vivien parelles casades, en un 10,1% dones solteres, i en un 34,8% no eren unitats familiars. En el 31,9% dels habitatges hi vivien persones soles el 20,3% de les quals corresponia a persones de 65 anys o més que vivien soles. El nombre mitjà de persones vivint en cada habitatge era de 2,3 i el nombre mitjà de persones que vivien en cada família era de 2,84.
Per edats la població es repartia de la següent manera: un 20,5% tenia menys de 18 anys, un 4% entre 18 i 24, un 22,1% entre 25 i 44, un 19,1% de 45 a 60 i un 34,3% 65 anys o més.
L'edat mediana era de 48 anys. Per cada 100 dones de 18 o més anys hi havia 76,4 homes.
La renda mediana per habitatge era de 32.361 $ i la renda mediana per família de 46.667 $. Els homes tenien una renda mediana de 30.125 $ mentre que les dones 22.014 $. La renda per capita de la població era de 20.285 $. Entorn del 8,1% de les famílies i l'11,8% de la població estaven per davall del llindar de pobresa.